# كارلسبيرغ
كارلسبيرغ (بالدنماركية: Carlsberg)‏ وهي شركة دنماركية لصنع الجعة، أسسها جاكوب كريستيان جاكوبسون في سنة 1847 في مدينة كوبنهاغن في الدنمارك، تعتبر هذه الشركة واحدة من أكبر شركات صنع الجعة في العالم.